# Rudolf Valdec

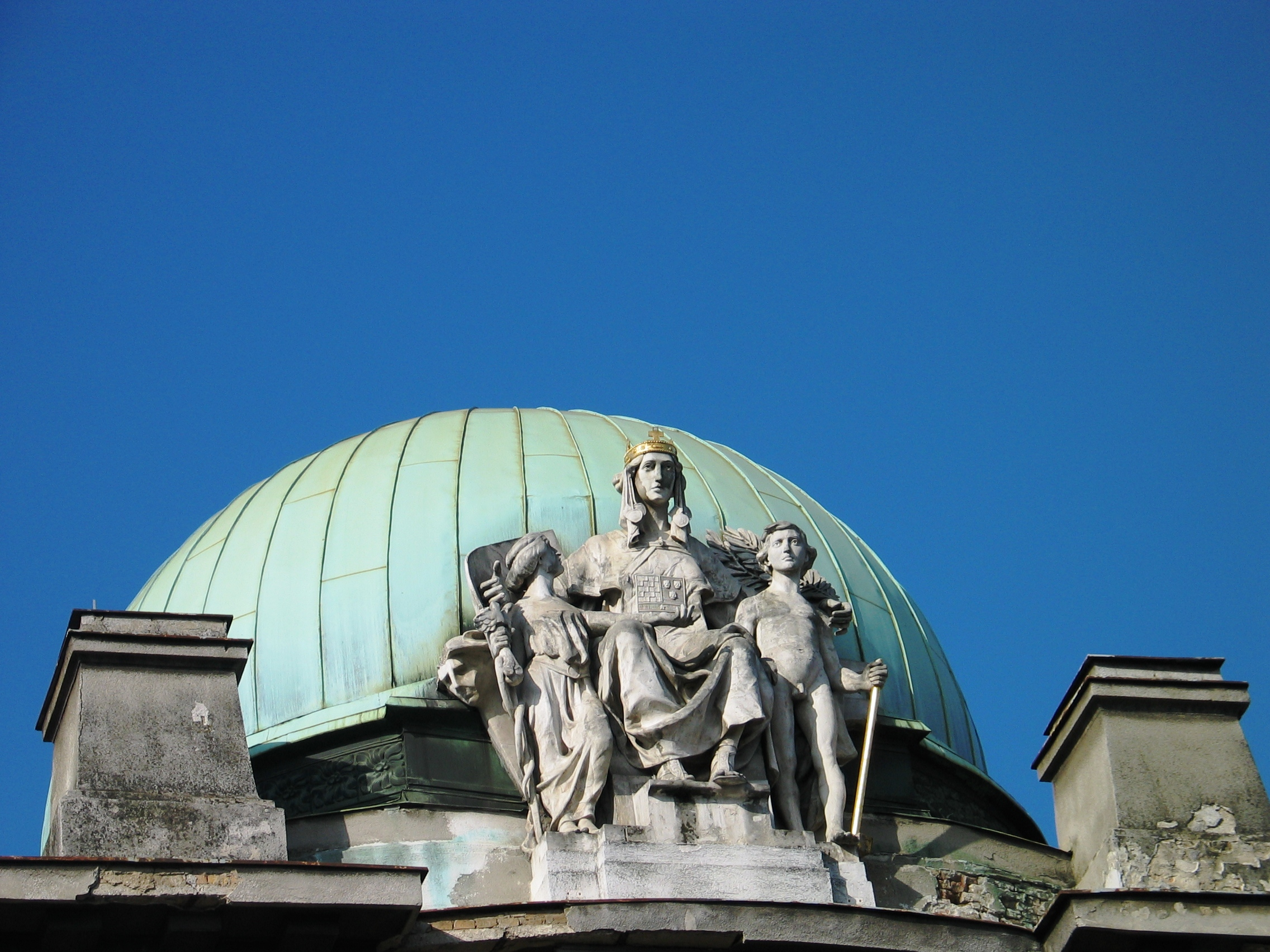
Skulpturer på etnografiska museet i Zagreb.

Rudolf Valdec, född 8 mars 1872 i Krapina, död 1 februari 1929 i Zagreb, var en kroatisk skulptör.
Rudolf Valdec studerade vid Zagrebs akademi och vann ett namn som Jugoslaviens främsta porträttskulptör. Han utförde bland annat statyer av drottningen (1924) och av biskop Josip Juraj Strossmayer. Han skapade åtskilliga monumentalverk, däribland epitafiet med helfigurer över Josip Juraj Strossmayer i katedralen i Đakovo, monument över skalden Silvije Strahimir Kranjčević i Sarajevo och skulpturen Diktarläraren i Belgrad.